# Nogaro Bilbao
Nogaro Bilbao war ein spanischer Eishockeyclub aus Bilbao, Baskenland, der in der Saison 1974/75 in der Superliga spielte.  

## Geschichte
Aufgrund des Popularitätsanstiegs des Eishockeys in Spanien in den 1970er Jahren wurde mit Nogaro Bilbao 1974 der erste Eishockeyclub in Bilbao gegründet. Der Verein wurde nach seinem Sitz, dem Viertel Nogaro, benannt. In der Saison 1974/75 beendete Nogaro die Spielzeit auf einem enttäuschenden achten und somit letzten Platz, so dass der Verein nach nur einem Jahr seines Bestehens wieder aufgelöst wurde.
Die Lücke, die Nogaro Bilbao in der Stadt hinterließ, wurde bereits im Sommer 1975 geschlossen, als Mitglieder von Nogaro einen neuen Club mit anderem Spielort, anderer Finanzierung und einem anderen Namen gründeten. Dieser neue Verein CH Casco Viejo Bilbao wurde in seiner Geschichte sechsmal Spanischer Meister und einmal Pokalsieger.

## Erfolge
- Teilnahme an der Superliga: 1974/75